# Зелена шипоопашата игуана
Зелените шипоопашати игуани (Uracentron azureum) са вид дребни влечуги от семейство Tropiduridae.
Разпространени са в екваториалните гори в северната част на Южна Америка. Достигат 9 сантиметра дължина на тялото без опашката, а цветът им е зелен, с черни петна и ивици. Хранят се главно с мравки.